# 페로 제도의 섬 목록

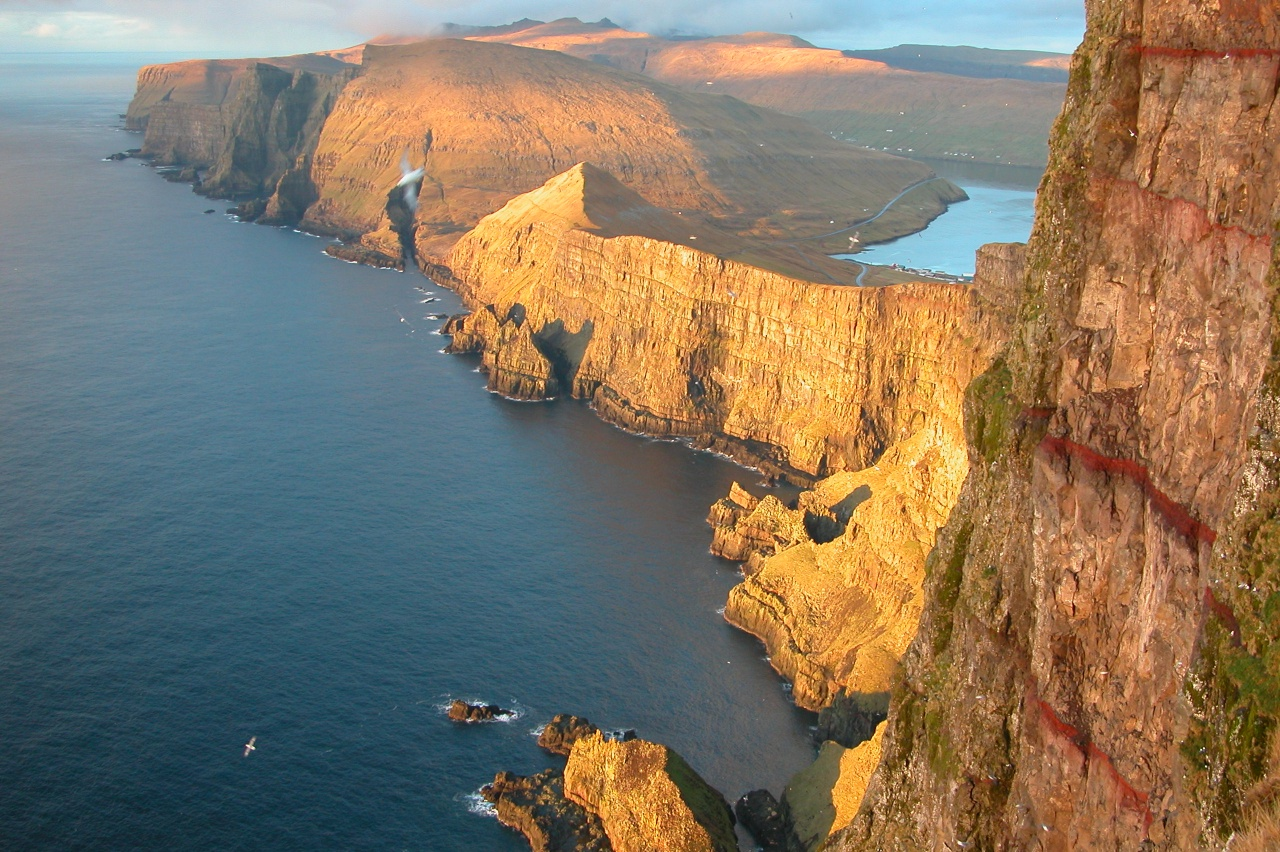
수두로이섬

다음은 페로 제도의 주요 섬 목록이다. 18개의 섬으로 이루어져 있으며, 리틀라디문섬만 무인도이다.
18개의 섬 외에도 틴트홀무르와 같은 사람이 살지 않는 작은 섬(영어: Islet)과 드랑가르닐 등의 시스택이 있다.
| 이름           | 면적 (km2) | 인구   | 인구밀도 | 주요 도시                  |
| -------------- | ---------- | ------ | -------- | -------------------------- |
| 스트레이모이섬 | 373.5      | 24,276 | 60.5     | 토르스하운, 베스트만나     |
| 에스투로이섬   | 286.3      | 11,490 | 40.1     | 푸글라피외르두르, 루나비크 |
| 보가르섬       | 177.6      | 3,271  | 18.4     | 미도보구르, 쇠르보구르     |
| 수두로이섬     | 166        | 4,588  | 27.6     | 트뵈로위리, 보구르         |
| 산도이섬       | 112.1      | 1,231  | 11       | 산두르                     |
| 보르도이섬     | 95         | 5,261  | 55.4     | 클라크스비크               |
| 비도이섬       | 41         | 605    | 14.8     | 비다레이디                 |
| 쿠노이섬       | 35.5       | 146    | 4.1      | 쿠노이                     |
| 칼소이섬       | 30.9       | 76     | 2.5      | 미클라달루르, 후사르       |
| 스비노이섬     | 27.4       | 32     | 0.9      | 스비노이                   |
| 푸글로이섬     | 11         | 37     | 3.4      | 키르크자                   |
| 놀소이섬       | 10.3       | 227    | 22       | 놀소이                     |
| 미키네스섬     | 10.3       | 14     | 1.4      | 미키네스                   |
| 스쿠보이섬     | 10         | 33     | 3.3      | 스쿠보이                   |
| 헤스투르섬     | 6.1        | 20     | 3.3      | 헤스투르                   |
| 스토라디문섬   | 2.7        | 10     | 3.7      | 디문                       |
| 콜투르섬       | 2.5        | 1      | 0.4      | 콜투르                     |
| 리틀라디문섬   | 0.8        | 0      | -        | –                          |
| 합계           | 1,396      | 51,312 | 36.8     |                            |